# Miklós Zrínyi
Miklós Zrínyi (in croato Nikola Zrinski, in ungherese Zrínyi Miklós) (Čakovec, 5 gennaio 1620 – Čakovec, 18 novembre 1664) è stato un poeta croato e ungherese.
Era figlio di György Zrinski e di Magdolna Széchy, quindi pronipote dell'eroe nazionale Nikola Šubić Zrinski, deceduto nella strenua difesa di Szigetvár (1566) contro il preponderante esercito di Solimano il Magnifico.

## Biografia
Nel 1636 venne in Italia a studiare, approfondendo soprattutto i testi classici, fra i quali spiccano Omero, Virgilio, Ariosto, Machiavelli, Tasso e Marino. Combatté contro i turchi come bano di Croazia. Il suo lavoro più importante è stato La catastrofe di Sziget, maestosa epopea in 15 canti del 1651, che narra dell'eroica difesa della fortezza di Szigetvár da parte del bisnonno Nikola nel 1566, contro l'avanzata dell'esercito di ottomano.
Scrisse anche trattati politici e militari, in cui sono evidenti gli influssi di Machiavelli, come in Lamento di dolore e Prode tenente, opere minori.